# 熊村
熊村（くまむら）は静岡県の西部、豊田郡・磐田郡に属していた村である。
浜松市天竜区南西部、現在の熊地区で、阿多古川上流域にあたる。

## 地理
- 山：神明山、天日山、坂野山、箒木山
- 河川：阿多古川

## 歴史
- 1889年（明治22年）4月1日 - 町村制の施行により、熊村、大栗安村、神沢村が合併して豊田郡熊村が発足。
- 1896年（明治29年）4月1日 - 郡制の施行により所属郡が磐田郡に変更。
- 1956年（昭和31年）9月30日 - 二俣町・光明村・龍川村・上阿多古村・下阿多古村と合併し、改めて二俣町が発足。同日熊村廃止。
- 1958年（昭和33年）11月3日 - 二俣町が改称・市制施行して天竜市となる。
- 2005年（平成17年）7月1日 - 天竜市が浜松市に編入。
- 2007年（平成19年）4月1日 - 浜松市が政令指定都市に移行し、旧村域が天竜区となる。